# ايمانويل فيلكه
ايمانويل فيلكه (بالألمانية: Emanuel Felke)‏ (و. 1856 – 1926 م) هو طبيب، وNaturopath ‏ ألماني، توفي في ميونخ، عن عمر يناهز 70 عاماً.